# Sinop
För andra betydelser, se Sinop (olika betydelser).

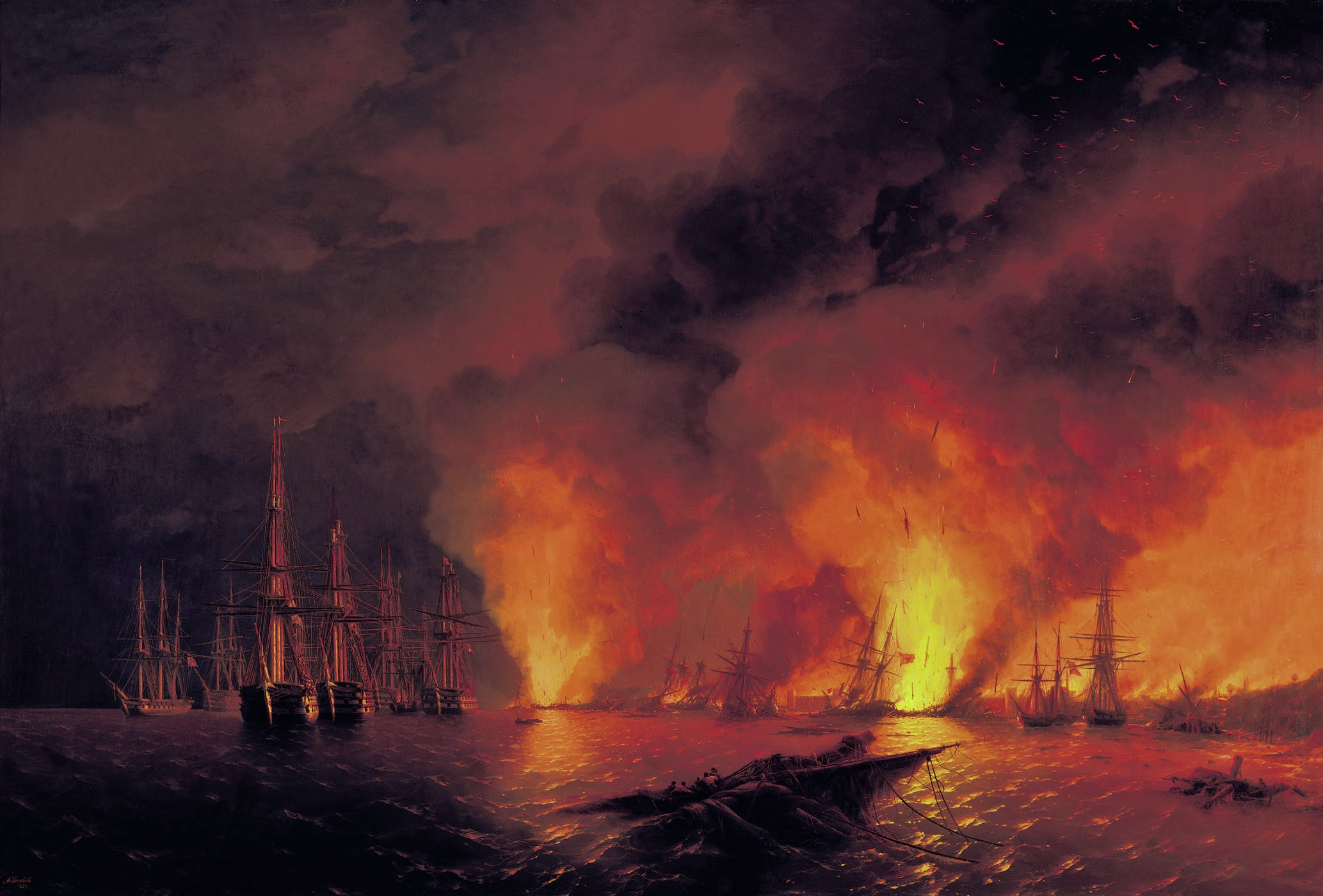
Slaget vid Sinope, målad av Ivan Ajvazovskij

Sinop (grekiska Σινώπη, Sinópe) är en stad i det antika landskapet Paflagonien i norra Turkiet, på udden İnce Burun vid svartahavskusten. Historiskt är den känd som Sinope.
Staden hade 38 705 invånare i slutet av 2011,  och är huvudort i den turkiska provinsen med samma namn.

## Historia

### Antiken
Staden grundades ursprungligen av hettiter, men vann större betydelse först efter det att greker från det joniska Miletos erövrat den år 632 f.Kr. Sinope blev då en medelpunkt för tonfiskfångsten och handeln på Svarta havet, samt moderstad för kolonierna Kotyora, Trapezus, Kerasos, m.fl. Sinope var från 183 f.Kr. huvudstad i riket Pontos och förskönades med en mängd praktfulla byggnader. År 70 f.Kr erövrade Lucullus staden åt Rom, och Julius Caesar gjorde år 47 staden till en romersk koloni, Colonia Julia Felix. Mithridates VI Eupator är född och begraven i Sinope, och staden var även födelseplats för Diogenes, Diphilus, poet och skådespelare inom den nyattiska komedin, historikern Baton, och den kristna kättaren på 100-talet e.Kr., Markion.

### Senare tid
Sinope fortsatte vara romersk-bysantinskt till 1214, då staden erövrades av seldjukerna. 1461 erövrades den så av Osmanska riket, i vilket staden utgjorde en del av vilajetet Kastamuni. Den 30 november 1853 förstördes, i Krimkrigets inledande skede, en turkisk flotta under Osman Pascha i stadens hamn av ryssarna under amiral Pavel Nachimov, något som ledde till att Storbritannien och Frankrike förklarade Ryssland krig.
Under första världskriget besköts Sinop den 8 januari 1915 från en rysk eskader.
Staden var tidigare hem för en amerikansk militärbas som var viktig under kalla kriget. Basen stängdes 1992.